# Morti nel 1175
| Questa pagina contiene informazioni ricavate automaticamente dalle voci biografiche con l'ausilio del template Bio e di un bot. L'aggiornamento è periodico e automatico e ricostruisce completamente la pagina. Se manca una persona in questa lista, sei pregato di non aggiungerla, ma accertati piuttosto che la sua voce biografica contenga il template Bio e che i dati anagrafici siano correttamente compilati. Se il template Bio manca, inseriscilo tu stesso o, in alternativa, metti l'avviso {{tmp\|Bio}} che ne segnala la mancanza. Se i dati riportati sono sbagliati, correggi direttamente la voce biografica; le modifiche saranno visibili in questa lista entro pochi giorni. Per chiarimenti vedi il progetto biografie. La lista contiene solo le 12 persone che sono citate nell'enciclopedia e per le quali è stato implementato correttamente il template Bio. Pagina aggiornata al 2 ago 2025. |

- 15 maggio - Mleh d'Armenia, principe
- 25 maggio - Ishoʿyahb V, vescovo cristiano orientale siro
- 20 giugno - Gleb Andreevič, principe russo
- 24 giugno - Sofia di Colfosco, nobildonna italiana
- 1º luglio - Rinaldo di Dunstanville, 1º Conte di Cornovaglia, conte
- 15 agosto - Villano Villani, cardinale e arcivescovo cattolico italiano
- 19 ottobre - Andrea di San Vittore, abate francese
- 13 novembre - Enrico di Francia, arcivescovo cattolico francese (n. 1121)
- Nicola Agioteodorita, funzionario, religioso e scrittore bizantino
- Cadell ap Gruffydd, sovrano
- Elia II di Alessandria, arcivescovo ortodosso egiziano
- Manfredo I di Saluzzo, marchese italiano